# 29645 Kutsenok
29645 Kutsenok è un asteroide della fascia principale. Scoperto nel 1998, presenta un'orbita caratterizzata da un semiasse maggiore pari a 2,2666551 UA e da un'eccentricità di 0,1870794, inclinata di 4,28011° rispetto all'eclittica.